# أنجيل بوسيو
أنجيل بوسيو (بالإسبانية: Ángel Bossio) (5 مايو 1905 - 31 أغسطس 1978) لاعب كرة قدم أرجنتيني حيث شارك في دورة الألعاب الأولمبية 1928 وساهم في تحقيق الميدالية الفضية . كان يطلق عليه لقب (المطاطي العجيب) .
كان عضوا في قائمة منتخب الأرجنتين الذي احتل المركز الثاني في بطولة كأس العالم لكرة القدم 1930 التي أقيمت في الأوروغواي والتي توج فيها الأخير بطلا . شارك بوسيو بشكل عام في 21 مباراة دولية من 1927 إلى 1935 .
بدأ بوسيو مسيرته الرياضية في نادي تاليريس في عشرينات القرن العشرين ثم بعد اقرار نظام الاحتراف انتقل إلى نادي ريفر بليت سنة 1931 .

## روابط خارجية
- أنجيل بوسيو على موقع الاتحاد الدولي (مؤرشف)  (الإنجليزية)
- أنجيل بوسيو على موقع قاعدة بيانات كرة القدم.إي يو (الإنجليزية)
- أنجيل بوسيو على موقع ناشيونال فوتبول تيمز (الإنجليزية)
- أنجيل بوسيو على موقع عالم كرة القدم.نت (الإنجليزية)
- أنجيل بوسيو على موقع أوليمبيديا (الإنجليزية)